# Les Derniers Jours du Nouveau-Paris
Les Derniers Jours du Nouveau-Paris (titre original : The Last Days of New Paris) est un roman court de fantasy de l'écrivain britannique China Miéville, publié en 2016 puis traduit en français et publié par les éditions Au diable vauvert en 2018.

## Résumé
En 1941, Jack Parsons, un ingénieur aéronautique américain versé dans l'occulte, est de passage à Marseille. Il cherche à rencontrer un groupe d'artistes surréalistes dirigés par André Breton. Il espère arriver à concentrer leur énergie créatrice et, par l'intermédiaire d'une batterie spéciale en sa possession, aller créer un golem à Prague afin de faire tomber le Troisième Reich. Son plan semble se dérouler à merveille quand il parvient, par l'intermédiaire de Varian Fry, à passer une soirée avec André Breton et ses compagnons à la villa Air-Bel. Mais au petit matin, Raymond Couraud dérobe à Jack Parsons encore endormi sa batterie chargée par l'énergie créatrice des surréalistes. Il se rend à Paris afin de la vendre en toute clandestinité. Mais l'acheteur qui vient le voir est à la solde des soldats nazis et un affrontement a lieu qui se termine par l'explosion d'une grenade à proximité de Raymond Couraud qui est toujours en possession de la batterie.
En 1950, Thibaut, un résistant français âgé de vingt-quatre ans, est le dernier survivant du groupe La Main à plume qui prend part à une lutte armée contre l'envahisseur allemand au sein de la ville de Nouveau-Paris. Depuis l'explosion de la bombe S en 1941, Paris a été soudainement peuplé de « manif », manifestations de l'imaginaire des artistes surréalistes. Ces manif, tout comme les résistants, affrontent les soldats allemands qui se sont adjoint certains démons de l'Enfer. Paris a alors été coupé du reste du monde par les Allemands qui empêchent quiconque d'y entrer ou d'en sortir. Tel est le Nouveau-Paris dans lequel Thibaut erre, survivant sans but ni espoir. Il fait un jour la rencontre de Sam, une photographe américaine qui est poursuivie par des loups-table et dont il sauve la vie. Cette dernière prétend préparer un livre qui s'intitulera Les Derniers Jours du Nouveau-Paris et prend pour cela des photographies du plus grand nombre possible de manifs. Thibaud décide de l'aider et, dans leurs recherches, il découvre l'existence de la dernière invention allemande, Fall Rot, dont ils ne savent rien si ce n'est qu'il constitue le plan B de l'Allemagne nazie. Dans leurs pérégrinations, ils découvrent le cadavre exquis, une manif très puissante qui décide de suivre Thibaut et de l'aider. Tous les trois parviennent à trouver Fall Rot, création maléfique de Robert Alesch, chef de l'évêché du Nouveau-Paris, et de Josef Mengele, officier allemand spécialisé en recherches génétique. Sam se dévoile alors comme agent humain au service de l'Enfer, présent à Paris en 1941 pour essayer de récupérer la batterie proposé à la vente par Raymond Couraud. Elle fait appel à ses employeurs qui aspire Fall Rot dans les profondeurs de l'Enfer. Thibaut et Sam comprennent ensuite leur erreur car cette disparition permet l'apparition d'une manif inspirée de l'autoportrait d'Adolf Hitler, réalisé en 1910 quand ce dernier n'était alors âgé que de vingt-et-un ans. Cette manif recrée un Paris joli et mièvre, mais factice et vidé de ses habitants. Sam est ainsi effacée et Thibaut, sur le point de l'être également, est sauvé par le cadavre exquis qui réussit à fusionner avec la manif, devenue ainsi inoffensive. Thibaut, ayant sauvé sa ville, décide alors de poursuivre le livre entamée par Sam, pour écrire l'histoire à sa façon.

## Personnages
- Thibaut : un résistant français âgé de vingt-quatre ans et dernier survivant du groupe La Main à plume.
- Sam : une photographe américaine sauvée par Thibaut.
- Le cadavre exquis : une manifestation surréaliste (ou « manif ») inspirée d'André Breton, d'Yves Tanguy et de Jacqueline Lamba, qui aide Thibaut.
- Robert Alesch : un prêtre luxembourgeois agent double au service de l'Allemagne nazie et chef de l'évêché du Nouveau-Paris.
- Josef Mengele : un officier allemand, effectuant des recherches génétiques, travaillant avec Robert Alesch.
- Varian Fry : un journaliste américain, installé à Marseille, qui aide des juifs à fuir la France et l'Europe.
- Jack Parsons : un ingénieur aéronautique américain versé dans l'occulte, de passage à Marseille et qui prend contact avec Varian Fry.
- Raymond Couraud : un gangster français installé à Marseille, évoluant dans l'entourage de Varian Fry.

## Accueil critique
En Grande-Bretagne, Stephen Poole affirme dans sa critique pour The Guardian que le roman est « d'une précision et d'une gravité exaltantes, comme si Albert Camus avait réécrit Les Aventuriers de l'arche perdue. » .
Aux États-Unis, Ezra Glinter, dans sa critique pour Los Angeles Times, estime que « le scénario est amusant [...] mais en tant qu'œuvre de fiction, le roman reste plat. Le récit se déroule artificiellement de crise en crise, sans impression de cause à effet. Les choses semblent souvent se produire seulement pour que l'auteur puisse montrer une autre œuvre historique de l'art surréaliste. » Sa conclusion est que le roman est « en grande partie une expérience de pensée élaborée, plutôt qu'une fiction convaincante. ».
En France, Frédérique Roussel, du journal Libération, voit dans Les Derniers Jours du Nouveau-Paris « un délire poétique [...] parfois obscur si on n’a pas les clefs. ». Alain Pelosato, directeur de publication de Science-Fiction magazine, décrit le roman comme « surréaliste à souhait ». Il estime qu'il « fallait réussir ce tour de passe-passe littéraire. Il semble que ce soit le cas. ». Pour sa part, Claude Ecken souligne dans la revue Bifrost que « si on peut regretter que les personnages et l’intrigue ne soient que le prétexte pour décrire les œuvres poétiques ayant pris vie, on admire le tour de force consistant à rassembler en un seul récit autant d’images et de phrases, parfois empruntées à des artistes peu connus du mouvement, avec quelques passages très réussis. [...] Les amateurs d’art trouveront l’exercice exquis. ».

## Éditions
- The Last Days of New Paris, Del Rey Books, 9 août 2016, 205 p.  (ISBN 978-0-345-54399-8)
- Les Derniers Jours du Nouveau-Paris, Au diable vauvert, 11 octobre 2018, trad. Nathalie Mège, 280 p.  (ISBN 979-10-307-0230-9)
- Les Derniers Jours du Nouveau-Paris, Pocket, coll. « Science-fiction » no 7240, 14 novembre 2019, trad. Nathalie Mège, 240 p.  (ISBN 978-2-266-27983-3)